# Кремянка (река, впадает в Восточно-Сибирское море)
Кремянка — река на Дальнем Востоке России. Протекает по территории Чаунского района Чукотского автономного округа. Длина реки — 52 км.
Берёт истоки с западных склонов Гор Ачьэквургыргын, протекает в северо-восточном направлении по территории Чаунской низменности (в низовьях по сильно заболоченной местности, в окружении небольших озёр), впадает в Чаунскую губу Восточно-Сибирское море.
Притоки: Брусничный, Хрустальный.
Бассейн Кремянки целиком входит в состав ботанического памятника природы «Пинейвеемский».
На галечных косах Кремянки в 1933 году экспедицией С. В. Обручева было обнаружено месторождение минералов: халцедонов, ониксов, сердоликов.
В низовьях вдоль русла реки проходит трасса автозимника Певек—Билибино.